# Котельня-Боярская (Брест)
Котельня-Боярская (бел. Кацельня-Баярская) — деревня, с 1 июня 2007 года в составе города Бреста.

## География
Находится на высоте 148 м над уровнем моря, близ государственной границы Беларуси и Польши.
С деревней Митьки Котельню-Боярскую соединяет автодорога Н-464.

## История
Впервые упоминается в XVI веке.
До присоединения к Бресту в 2007 году деревня находилась в Брестском районе Брестской области Белоруссии. Входила в состав Гершонского сельсовета.

## Достопримечательности
Близ деревни сохранился одноярусный пулемётно-артиллерийский дот постройки 1941 года (№ 507 62-го Брестского укрепрайона).